# 乌姓
烏姓是漢字姓氏，在《百家姓》排名第221位。

## 外部連結
[在维基数据编辑]
 《百家姓》
 《欽定古今圖書集成·明倫彙編·氏族典·烏姓部》，出自陈梦雷《古今圖書集成》